# Caroline Champetier
Caroline Champetier (París, 16 de julio de 1954) es una directora de fotografía y directora de cine francesa.  Ha ganado varios premios, fue Presidenta de la AFC, y da conferencias en La Femis, la Escuela Nacional Superior Louis-Lumière y la CinéFabrique como método para transmitir sus conocimientos.

## Trayectoria
Al finalizar su formación en imagen y producción en 1976, en el seno del Instituto de Altos Estudios de Cinematografía, IDHEC por sus siglas en francés (hoy FEMIS), Caroline Champetier se unió al equipo de William Lubtchansky con quien trabajó durante nueve años.
Ha directora de fotografía con numerosos directores y directoras franceses y extranjeros, entre los que cabe mencionar a Chantal Akerman, Jean-Luc Godard (ella se consideraba una Godardiana), Jacques Doillon, Benoît Jacquot, Philippe Garrel, Alain Cuny, Claude Lanzmann, Xavier Beauvois, Leos Carax, Amos Gitaï, Nobuhiro Suwa. Ha contribuido en más de 100 películas a lo largo de su carrera.
Fue Presidenta de la Asociación Francesa de Directores de Fotografía (AFC) entre 2009 y 2012.
Ganó el César 2011 a la mejor fotografía por la película De dioses y hombres de Xavier Beauvois.
Se considera a sí misma como la "madrina" de la revista de cine La Septième Obsession, a la que concede largas entrevistas con cierta regularidad sobre la realización de películas, por ejemplo en mayo de 2018, y en noviembre de 2019.
El Premio Berlinale Kamera le fue otorgado el 23 de febrero de 2023 en el 73º Festival Internacional de Cine de Berlín por su especial contribución al cine.
Caroline Champetier es la madre de la actriz Alice de Lencquesaing, a quien tuvo con el actor, director y productor Louis-Do de Lencquesaing.

## Premios y reconocimientos

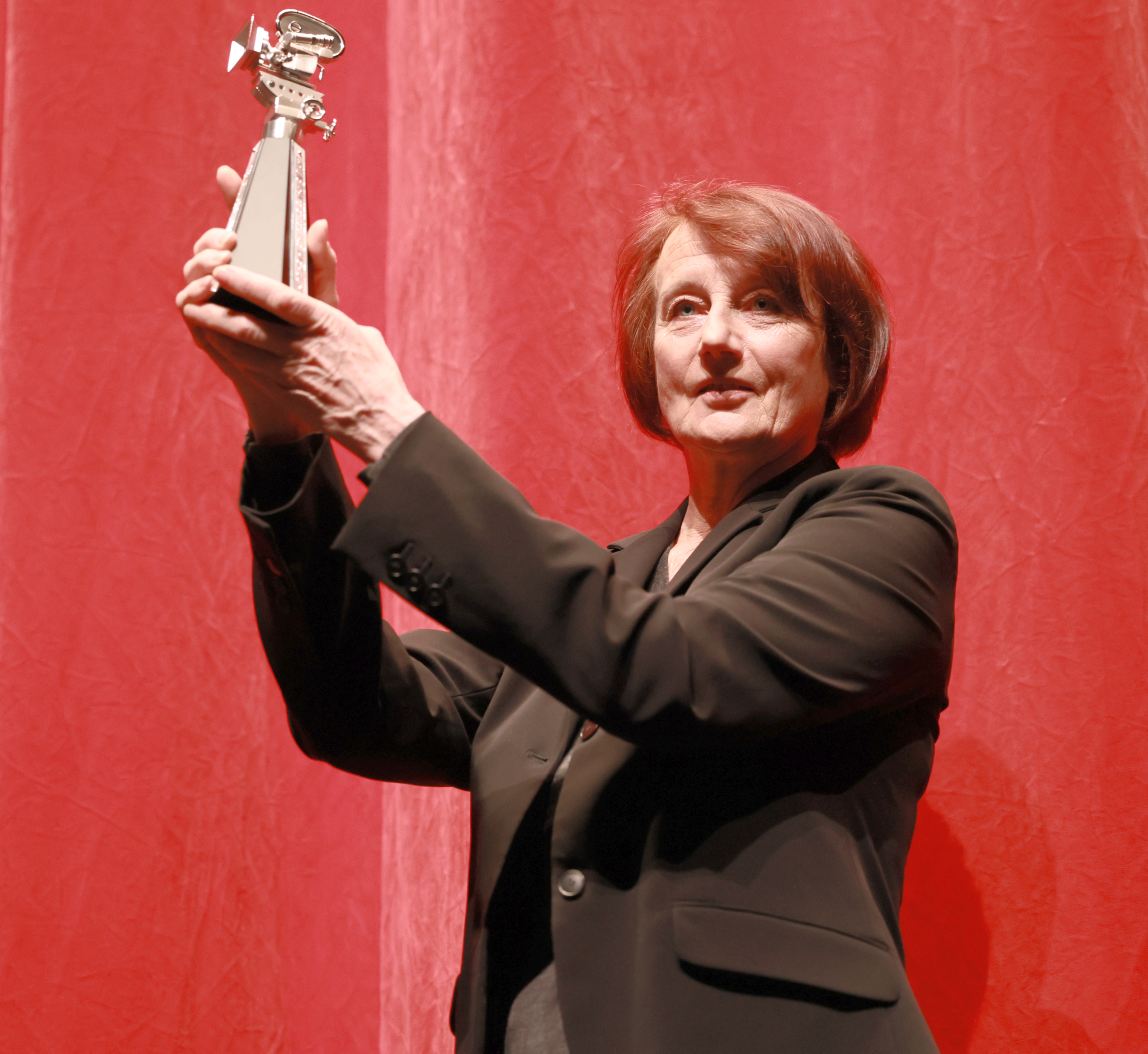
Berlinale Kamera de Caroline Champetier en la Berlinale 2023.

### Premios
- Premio Cesar de Cine 2011: César a la mejor fotografía por De dioses y hombres.[5]
- Premios Lumières 2011: Premio a la Mejor Película por De dioses y hombres.
- Premios Lumières 2022: La mejor luz de fotografía para Annette.
- Berlinale 2023: Cámara Berlinale.[9]

### Nominaciones
- Premio Cesar de Cine 2013: nominación al César a la mejor fotografía por Holy Motors.
- Premios Lumières 2013: nominación a los Lumière a la mejor imagen por Holy Motors.
- Premios Lumières 2018: nominación a los Lumière a la mejor imagen por Los Guardianes.
- César del cine 2022 :nominación al César a la mejor fotografía para Annette.